# Papa Loves Mambo
«Papa Loves Mambo» es un sencillo compuesto en 1954 por Al Hoffman, Dick Manning y Bix Reichner.
A lo largo de los años se han realizado varias versiones de la canción, siendo la de Perry Como junto a la Orquesta de Hugo Winterhalter, interpretada el 31 de agosto de 1954 en Nueva York la más conocida. Fue grabada en la discográfica RCA Records y registrada bajo el número 20-5857 para Estados Unidos. La compañía EMI en cambió la registró con el código B 10776.
Tras su publicación, alcanzó la cuarta posición en el listado de sencillos de la revista Billboard. 
Otras versiones destacadas fueron la de artistas de época como Nat King Cole y Bing Crosby.

## Posicionamiento
| Listas (1954/1955)              | Puesto |
| ------------------------------- | ------ |
| Bélgica (Flandes) (Ultratop 50) | 1      |